# قشر الموز

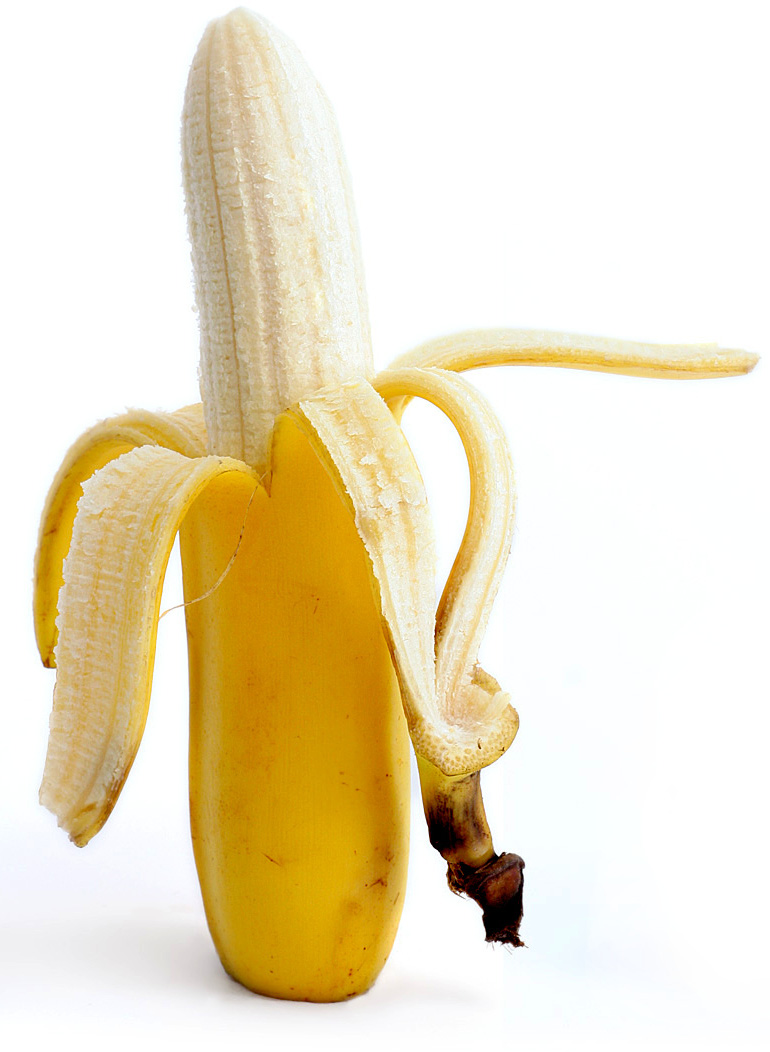
فاكهة الموز مع قشرتها

قشر الموز هو القشر الذي يغلف فاكهة الموز، والذي يكون أصفر اللون عندما تكون الثمرة ناضجة.
هناك عدة طرق لتقشير الموز؛ ويمكن أن يستخدم القشر الناتج في حال توفره بكميات كبيرة علفاً للحيوانات، كما هو الحال في نيجيريا مثلاً.
تعد الزحلقة على قشرة موز مرمية على الأرض إحدى مشاهد الكوميديا التهريجية التي شاعت منذ بداية القرن العشرين.